# ГЕС Luozha 2
ГЕС Luozha 2 (罗闸河二级水电站) — гідроелектростанція на півдні Китаю у провінції Юньнань. Знаходячись після ГЕС Luozha 1 (30 МВт), становить нижній ступінь каскаду на річці Luozha, правій притоці однієї з найбільших річок Південно-Східної Азії Меконгу (басейн Південно-Китайського моря).
У межах проекту річку перекрили бетонною арковою греблею висотою 71 метр та довжиною 181 метр, яка потребувала 88 тис. м3 матеріалу та утримує водосховище з об'ємом 31,5 млн м3.
Від греблі під лівобережним масивом прокладений дериваційний тунель завдовжки 0,6 км, який подає воду до наземного машинного залу. В останньому встановлено дві турбіни типу Френсіс потужністю по 25,6 МВт.